# Pilgerflasche (Deutschland)

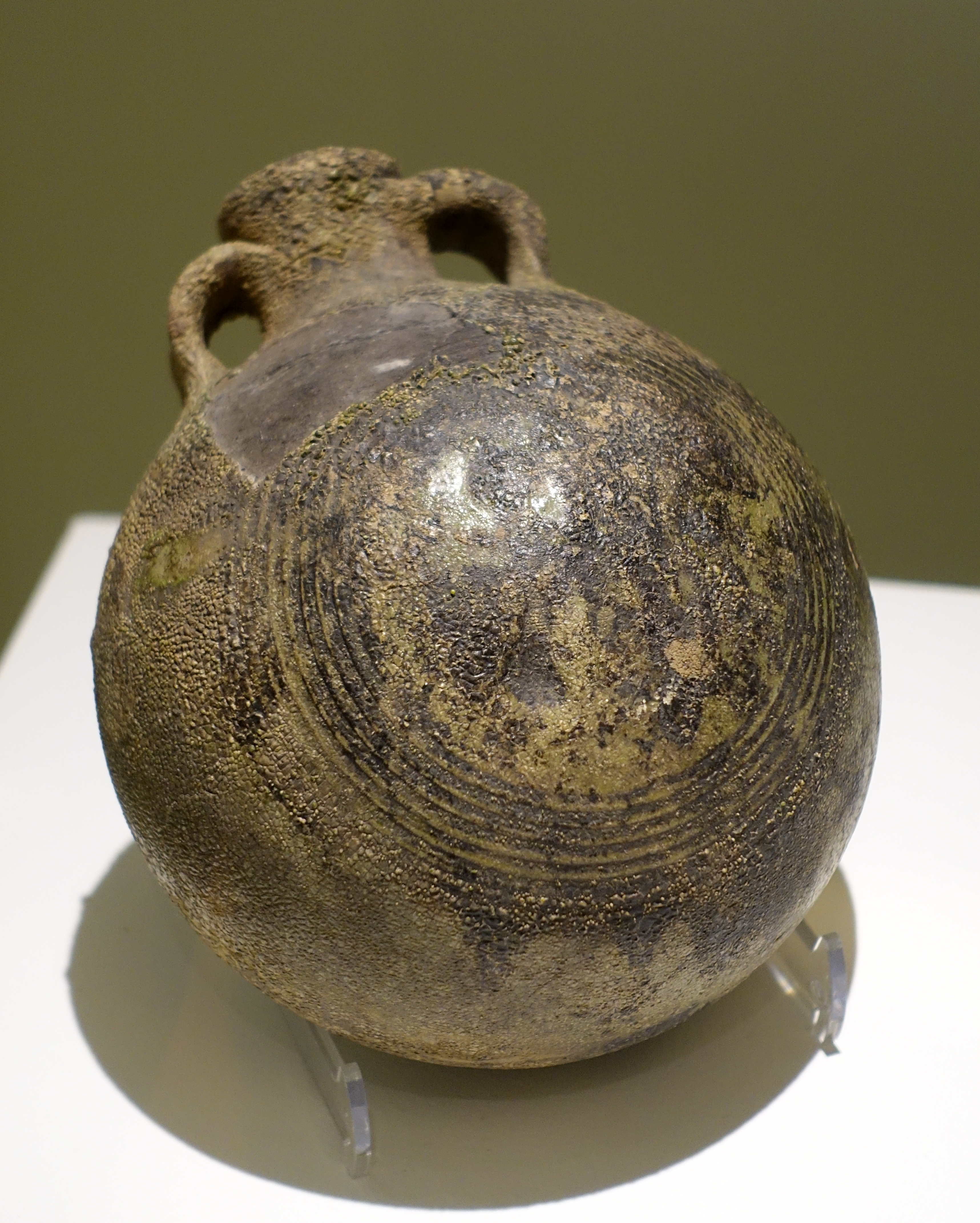
Pilgerflasche aus Keramik, frühes 13. Jh. (Fundort: Braunschweig)

Eine Pilgerflasche ist ein Glas- oder Keramikgefäß mit rundem, auf einer oder zwei Seiten abgeflachtem Bauch, kurzem, um 30 Grad zur Breitseite abgewinkeltem Hals und trichterförmiger Mündung. Sie wurde von 1500 bis 1720 in Waldglashütten oder Töpfereien hergestellt. Die flache Form ermöglichte es, die Pilgerflasche körpernah in einem Umhängebeutel zu tragen oder aber auch bei kleinerer Flaschengröße wie einen Flachmann in die Brusttasche zu stecken.

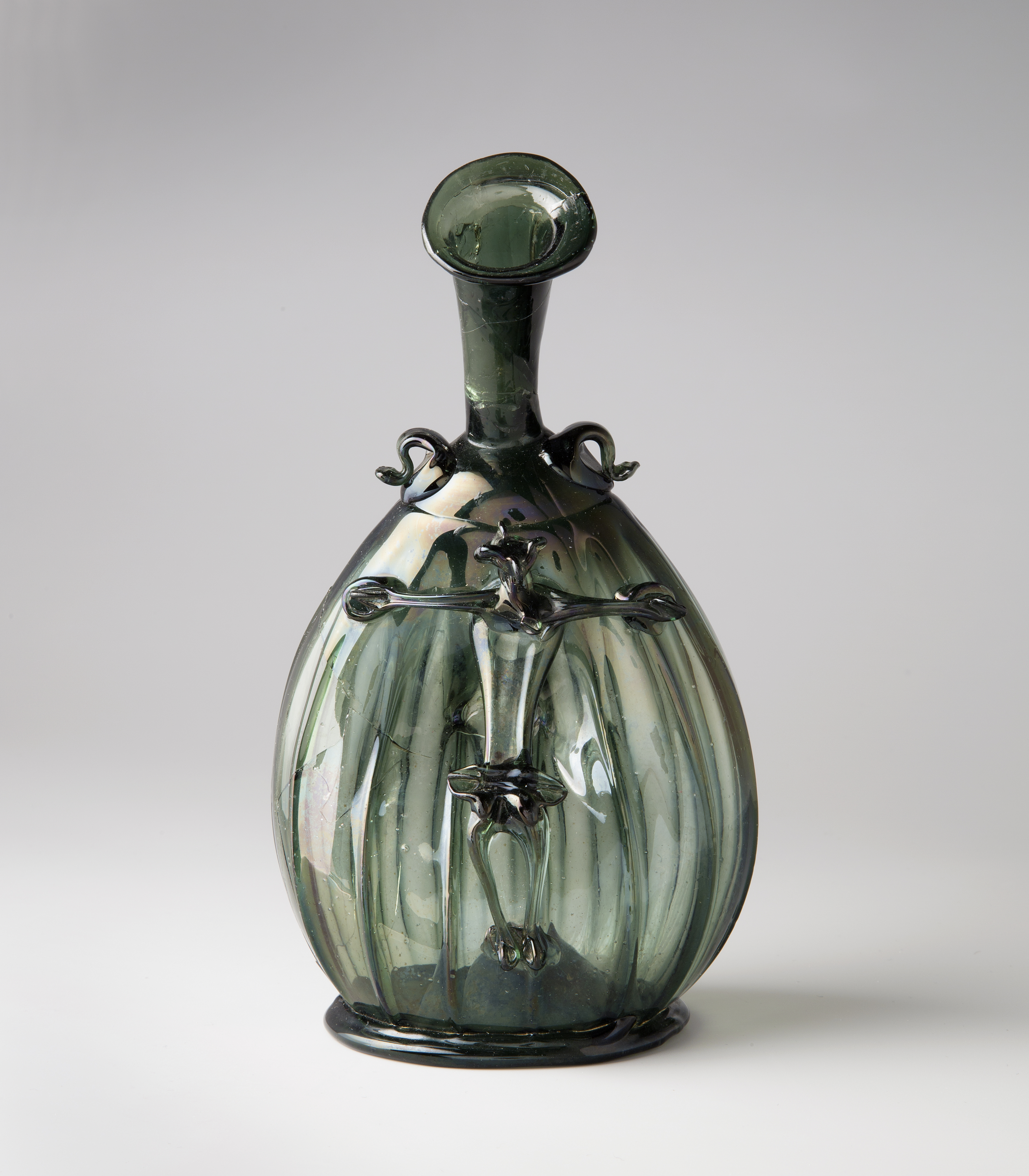
Corpus-Christi-Flasche aus Glas, 1490–1510 (aus dem Rheinland)

Eine Sonderform ist die Corpus-Christi-Flasche, bei der zwischen Hals und Bauch oder in einer Vertiefung auf dem Bauch eine aus Glas geformte Jesus-Figur angebracht ist.
Die formale Entwicklung geht von der Ampulla (Kugelflasche) über die Pilgerflasche zum Bocksbeutel.